# Richard Strange

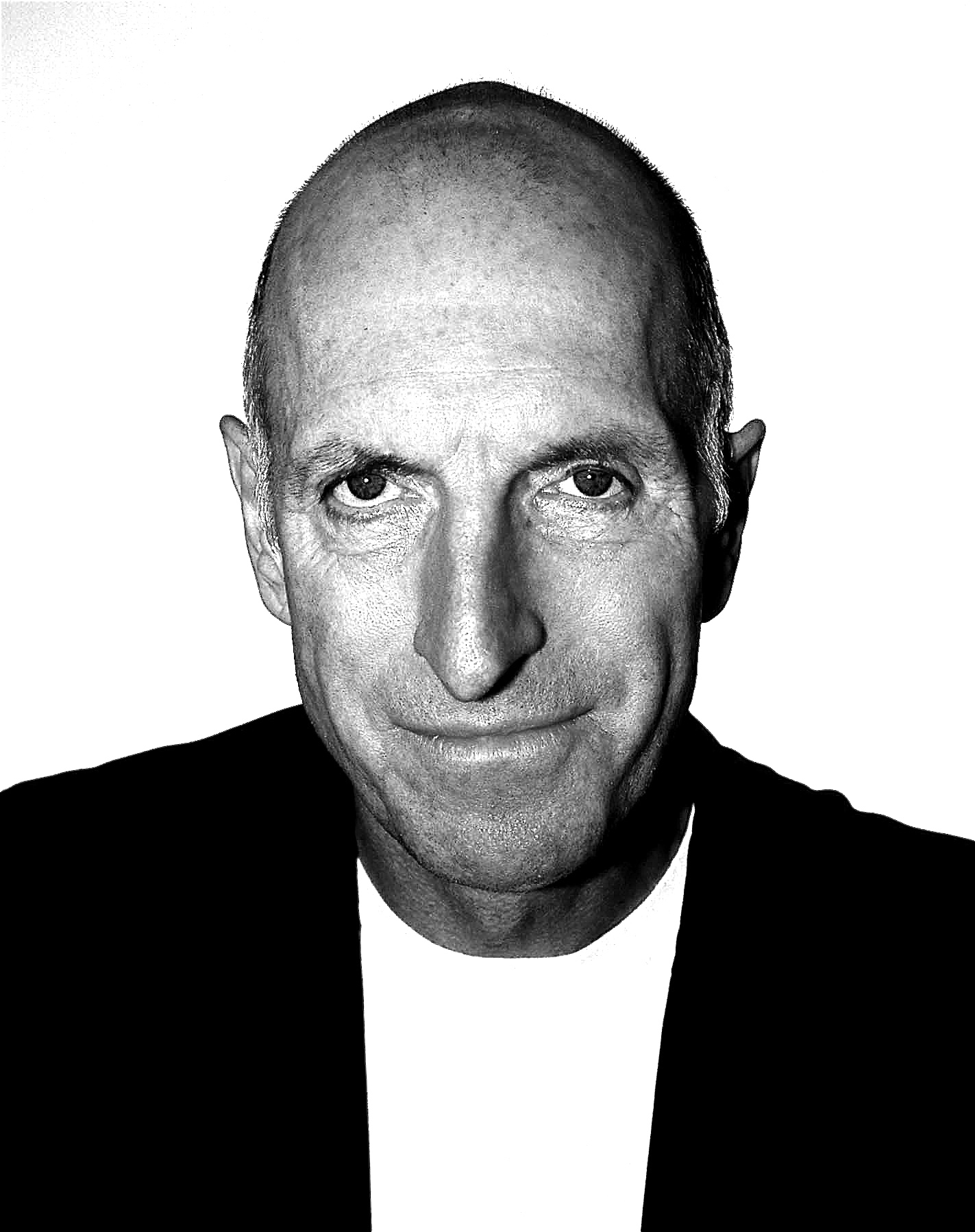
Richard Strange (2009)

Richard Strange (* Januar 1951 in London; bürgerlich Richard Harding), auch Kid Strange,  ist ein britischer Musiker, Songwriter, Komponist und Schauspieler.

## Wirken
Richard Strange war von 1975 bis 1978 als Sänger und Gitarrist der Frontmann der Protopunk-Band Doctors of Madness, welche das kulturelle Leben in London stark beeinflusste. Unter anderem spielten die Doctors of Madness als Vorgruppe für Bands wie die Sex Pistols, The Jam und Joy Division.
In den späten 1970er Jahren entstanden in Zusammenarbeit mit T. V. Smith fünfzehn Musikstücke; sieben davon werden seit dem Jahr 2005 über Stranges Webseite unter dem Titel Raw Meet for the Missionaries veröffentlicht. Richard Strange ist auch auf Cast of Thousands, dem zweiten Album von The Adverts zu hören.
1980 begann Strange eine Solokarriere mit dem Album The Live Rise of Richard Strange, dem im Jahr 1981 das Album The Phenomenal Rise of Richard Strange folgte. Zur selben Zeit gründete er das Varietétheater Cabaret Futura im Londoner Stadtteil Soho, wo er selbst als Conférencier und gelegentlich als Darsteller mitwirkte. Das Cabaret Futura wurde im Jahr 2010 nach einer 30-jährigen Pause wiedereröffnet.
Seit Ende der 1980er Jahre arbeitet Richard Strange zunehmend als Film- und Fernsehschauspieler und erscheint in zahlreichen bekannten Produktionen wie Mona Lisa, Batman, Robin Hood – König der Diebe, Gangs of New York, Tintenherz oder Harry Potter.
2003 tourte Strange in Großbritannien mit dem Tanztheater Protein Dance und dem Stück The Banquet als Schauspieler, Erzähler, Musiker und Schriftsteller. Von 2004 bis 2006 trat Strange an der Seite von Marianne Faithfull im Musical The Black Rider in London, San Francisco, Sydney and Los Angeles auf.
2007 folgte Richard Strange der Einladung von Jarvis Cocker zum jährlichen Meltdown Festival in der Londoner Royal Festival Hall, wo er Melodien aus den Walt-Disney-Filmen nach einem Arrangement von Hal Willner aufführte.
Richard Strange ist mit der Künstlerin Kelly Dearsley Strange verheiratet und lebt in London.

## Diskografie (Auswahl)

### Musikalische Zusammenarbeit
- Doctors of Madness:
  - 1975 Late Night Movies, All Night Brainstorms
  - 1975 Figments of Emancipation
  - 1977 Sons of Survival
  - 2002 Into the Strange – The Doctors of Madness Live

- Richard Strange and the Engine Room
  - 1986 Going Gone
  - 1987 Damascus
  - 1990 The Rest Is Silence

- The International Noise Orchestra
  - 1987 Listen to the Earthbeat
  - 1990 The Dark and Bright Side of the Globe

### Soloveröffentlichungen
- 1980 The Live Rise of Richard Strange
- 1981 The Phenomenal Rise of Richard Strange
- 1981 Fools Rush in Where Angels Fear to Tread (Kompilation Cabaret Futura)

## Filmografie (Auswahl)
- 1985 Dempsey & Makepeace (Fernsehfilm)
- 1986 Mona Lisa
- 1987 Bellman & True – Gangster wider Willen (Bellman and True)
- 1989 Das verflixte erste Mal (Getting it Right)
- 1989 Batman
- 1991 Robin Hood – König der Diebe (Robin Hood: Prince of Thieves)
- 1992 My Friend Walter (Fernsehfilm)
- 2002 Gangs of New York
- 2005 Der Preis des Verbrechens (Trial & Retribution)
- 2007 Mister Lonely
- 2008 Tintenherz (Inkheart)
- 2010 Harry Potter und die Heiligtümer des Todes: Teil 1 (Harry Potter and the Deathly Hallows: Part I)

## Bibliografie
Richard Strange: Punks and Drunks, Flicks and Kicks – The Memoirs of Richard Strange. Andre Deutsch, 2002, ISBN 978-0-23399-991-3.